# Mabuya macrorhyncha
Mabuya macrorhyncha är en ödleart som beskrevs av  Hoge 1946. Mabuya macrorhyncha ingår i släktet Mabuya och familjen skinkar. Inga underarter finns listade i Catalogue of Life.